# Temporada 1967 de la NFL
La Temporada 1967 de la NFL fue la 48.ª en la historia de la NFL. La liga se expandió a 16 equipos con la adición de los New Orleans Saints. Las dos conferencias de 8 equipos fueron divididos en dos divisiones cada una: las divisiones de la Conferencia Este fueron Capitol (Dallas, Nueva Orleans, Filadelfia y Washington) y Century (Cleveland, Nueva York, Pittsburgh y San Luis), y de la Conferencia Oeste fueron Central (Chicago, Detroit, Green Bay y Minnesota) y Coastal (Atlanta, Baltimore, Los Ángeles y San Francisco). El ganador de la división avanzaba a los playoffs, que se amplió a cuatro equipos ese año. Los Saints y los Giants estuvieron de acuerdo en cambiar de división en 1968 y volver a la alineación de 1.967 en 1969.
La temporada de la NFL finalizó el 31 de diciembre, cuando los Green Bay Packers derrotaron a los Dallas Cowboys en el juego de campeonato de la NFL (un juego que llegó a ser conocido como el "Ice Bowl"). Dos semanas más tarde, los Packers derrotaron al campeón de la AFL, Oakland Raiders en el Super Bowl II en el Orange Bowl de Miami, fue el último partido de Vince Lombardi como entrenador en jefe de los Packers. En ese momento, era oficialmente la "juego de campeonato del mundo AFL-NFL", aunque se utiliza comúnmente el más sucinto "Super Bowl".
Los Baltimore Colts habían empatado el mejor récord en la Coastal Division en 1967 con un registro de 11-1-2, pero fueron excluidos de la postemporada debido a las nuevas normas introducidas para desempatar equipos dentro de una división. Los Angeles Rams ganaron el título de la división sobre Baltimore como resultado de la victoria 34-10 en el último partido de la temporada regular y un empate 24-24 en Baltimore a mediados de octubre. Los Ángeles tenían una ventaja de 24 puntos sobre Baltimore en enfrentamientos directos, dándoles el desempate y el título de la Coastal Division. Los otros tres ganadores de división tenían sólo nueve victorias cada uno.
Antes de 1975, las localías en playoffs rotaban y se conocían antes del inicio de la temporada. Los anfitriones en 1967 fueron los ganadores de la Capitol y Central para los campeonatos de conferencia (primera ronda), y la Conferencia Oeste para el juego de campeonato. Los anfitriones de playoffs 1968 eran Century, Coastal y Este, respectivamente, y en 1969 fue como 1967.

## Carrera Divisional
La Conferencia Este se dividió en las divisiones Capitol y del Century, y la Conferencia del Oeste en las divisiones Coastal y Central. (Cada uno de los nuevos nombres de división se iniciaba con la letra C y contenía siete letras.) Bajo el nuevo sistema, cada equipo jugó seis juegos en la división (una serie de ida y vuelta contra equipos de su división); un partido contra cada uno de los otros cuatro equipos en su conferencia; y un juego contra cada miembro de otra división de otra conferencia de cuatro equipos, para un total de 14 partidos. En el pasado, si dos equipos terminaban empatados en el liderato de la división al final de la temporada, se llevaba a cabo un partido de desempate. A partir de 1967, un sistema de desempate se implementó que se inició con puntos netos en enfrentamientos directos, seguidos por el equipo que había jugado menos recientemente en un partido por el título. Como tal, sólo un equipo en una división sería el ganador de la división, incluso si el registro fuese el mismo.
| Semana | Capitol      |       | Century    |       | Coastal       |        | Central   |       |
| ------ | ------------ | ----- | ---------- | ----- | ------------- | ------ | --------- | ----- |
| 1      | Dallas       | 1–0–0 | Pittsburgh | 1–0–0 | San Francisco | 1–0–0  | Detroit   | 0–0–1 |
| 2      | Dallas       | 2–0–0 | St. Louis  | 1–1–0 | San Francisco | 2–0–0  | Detroit   | 1–0–1 |
| 3      | Philadelphia | 2–1–0 | St. Louis  | 2–1–0 | Los Angeles   | 3–0–0  | Green Bay | 2–0–1 |
| 4      | Dallas       | 3–1–0 | St. Louis  | 3–1–0 | Baltimore     | 4–0–0  | Green Bay | 3–0–1 |
| 5      | Dallas       | 4–1–0 | New York   | 3–2–0 | Baltimore     | 4–0–1  | Green Bay | 3–1–1 |
| 6      | Dallas       | 5–1–0 | Cleveland  | 3–2–0 | Baltimore     | 4–0–2  | Green Bay | 4–1–1 |
| 7      | Dallas       | 5–2–0 | New York   | 4–3–0 | Baltimore     | 5–0–2  | Green Bay | 5–1–1 |
| 8      | Dallas       | 6–2–0 | St. Louis  | 5–3–0 | Baltimore     | 6–0–2  | Green Bay | 5–2–1 |
| 9      | Dallas       | 7–2–0 | St. Louis  | 5–3–1 | Baltimore     | 7–0–2  | Green Bay | 6–2–1 |
| 10     | Dallas       | 7–3–0 | Cleveland  | 6–4–0 | Baltimore     | 8–0–2  | Green Bay | 7–2–1 |
| 11     | Dallas       | 8–3–0 | Cleveland  | 7–4–0 | Baltimore     | 9–0–2  | Green Bay | 8–2–1 |
| 12     | Dallas       | 8–4–0 | Cleveland  | 8–4–0 | Baltimore     | 10–0–2 | Green Bay | 9–2–1 |
| 13     | Dallas       | 9–4–0 | Cleveland  | 9–4–0 | Baltimore     | 11–0–2 | Green Bay | 9–3–1 |
| 14     | Dallas       | 9–5–0 | Cleveland  | 9–5–0 | Los Angeles   | 11–1–2 | Green Bay | 9–4–1 |

## Temporada regular
V = Victorias, D = Derrotas, E = Empates, CTE = Cociente de victorias, PF= Puntos a favor, PC = Puntos en contra

Nota: Los juegos empatados no fueron contabilizados de manera oficial en las posiciones hasta 1972
| Clasificado para los playoffs |

| Conferencia Este |

| Dallas Cowboys      | 9 | 5  | 0 | .643 | 342 | 268 |
| Philadelphia Eagles | 6 | 7  | 1 | .462 | 351 | 409 |
| Washington Redskins | 5 | 6  | 3 | .455 | 347 | 353 |
| New Orleans Saints  | 3 | 11 | 0 | .214 | 233 | 379 |

| Cleveland Browns    | 9 | 5 | 0 | .643 | 334 | 297 |
| New York Giants     | 7 | 7 | 0 | .500 | 369 | 379 |
| St. Louis Cardinals | 6 | 7 | 1 | .462 | 333 | 356 |
| Pittsburgh Steelers | 4 | 9 | 1 | .308 | 281 | 320 |

| Conferencia Oeste |

| Los Angeles Rams    | 11 | 1  | 2 | .917 | 398 | 196 |
| Baltimore Colts     | 11 | 1  | 2 | .917 | 394 | 198 |
| San Francisco 49ers | 7  | 7  | 0 | .500 | 273 | 337 |
| Atlanta Falcons     | 1  | 12 | 1 | .077 | 175 | 422 |

| Green Bay Packers | 9 | 4 | 1 | .692 | 332 | 209 |
| Chicago Bears     | 7 | 6 | 1 | .538 | 239 | 218 |
| Detroit Lions     | 5 | 7 | 2 | .417 | 260 | 259 |
| Minnesota Vikings | 3 | 8 | 3 | .273 | 233 | 294 |

### Desempate
Los Ángeles ganó la Coastal Division basado en un mejor diferencial de puntos (24) vs. Baltimore. Los Angeles Rams y Baltimore Colts
empataron to a 24–24 en Baltimore en octubre antes de que los Rams ganasen 34–10 en la última semana en Los Angeles Memorial Coliseum. NOTA: El resultado sería el mismo en el desempate moderno, que basado primeramente en enfrentamientos directos (Los Angeles ganó la serie 1-0-1).

## Postemporada
|  | Campeonato de Conferencia                  | Campeonato de Conferencia |    |  | Final de Campeonato              | Final de Campeonato |  |
|  |                                            |                           |    |  |                                  |                     |  |
|  | 24 de Dic, 1967 - Cotton Bowl              |                           |    |  |                                  |                     |  |
|  | Cleveland Browns                           | 14                        |    |  |                                  |                     |  |
|  | Dallas Cowboys                             | 52                        |    |  |                                  |                     |  |
|  |                                            |                           |    |  |                                  |                     |  |
|  |                                            |                           |    |  | *31 de Dic, 1967 - Lambeau Field |                     |  |
|  |                                            |                           |    |  | Dallas Cowboys                   | 17                  |  |
|  |                                            | Green Bay Packers         | 21 |  |                                  |                     |  |
|  |                                            |                           |    |  |                                  |                     |  |
|  |                                            |                           |    |  |                                  |                     |  |
|  |                                            |                           |    |  |                                  |                     |  |
|  | 23 de Dic, 1967 - Milwaukee County Stadium |                           |    |  |                                  |                     |  |
|  | Los Angeles Rams                           | 7                         |    |  |                                  |                     |  |
|  | Green Bay Packers                          | 28                        |    |  |                                  |                     |  |

*EL Ice Bowl

## Premios anuales
Al final de temporada se entregan diferentes premios reconociendo el valor del jugador durante la temporada entera.
| Premio                   | Ganador       | Posición     | Equipo          |
| ------------------------ | ------------- | ------------ | --------------- |
| Jugador más valioso      | Johnny Unitas | Quarterback  | Baltimore Colts |
| Entrenador del año       | Don Shula     | Head Coach   | Baltimore Colts |
| Novato ofensivo del año  | Mel Farr      | Running back | Detroit Lions   |
| Novato defensivo del año | Lem Barney    | Cornerback   | Detroit Lions   |